# محمد الغزنوي
محمد الغزنوي مجهول تاريخ الميلاد وقد توفي في 1041، وقد حكم الدولة الغزنوية لفترتين الفترة الأولى من 1030 إلى 1031، والفترة الثانية في عام 1041.
قام محمود الغزنوي قبل موته بتقسيم دولته إلى قسمين، وقد كان للسلطان محمود خمسة أولاد هم مسعود ومحمد وسليمان وشجاع وعبد الرشيد، وقد حصل مسعود ومحمد على حكم الدولة الغزنوية، وقد قسم السلطان محمود لمحمد بلخ وخرسان وشمال الهند، أما مسعود فقد حصل على مدينة الري وأصفهان وجبيل الذين تمت السيطرة عليهم حديثا ومجهولي المستقبل، وبعدما توفي محمود الغزنوي في 30 إبريل 1030، تم اختيار إبنه محمد الغزنوي الذي كان في الثالثة والثلاثين من عمره ليحكم العرش من قبل أعضاء الأسرة. ولم يكد محمد الغزنوي بتولى العرش حتى بدأت المنازعات في القصر وهرب بعض العبيد والقواد إلى مسعود، وفي تلك الأثناء كان خبر وفاة والد مسعود الذي كان في أصفهان حينها قد وصل إليه في 26 مايو 1030، فترك إدارة الجزء الغربي من البلاد لإخيه وذهب إلى الري، وقام بإرسال خطابا إلى أخيه طلب منه أن تقرأ الخُطبة باسمه، وأن تُصَّك النقود أيضا باسمه، الأمر الذي رفضه أخوه محمد.
وقد حصل مسعود على الاعتراف به خليفة لوالده من الخليفة العباسي أبو العباس أحمد القادر بالله، وحصل أيضا على الدعم من حاكم الكراخانيين. وقام بإعطاء الإذن لعودة قبائل التركمان التي قد طردها والده إلى البلاد مره أخرى. وبعدما مرت أربع شهور كان فيها محمد الغزنوي هو السلطان قام بالمسير لمحاربة أخيه إلا أنه أثناء سيره أخبره قواد الجيش قبل وصولهم إلى مدينة الري أنهم تابعين للسلطان مسعود وقاموا بحبسه في قلعة على الطريق.

تاريخ الأتراك في 1071.

بعدما أعلن محمد الغزنوي نفسه حاكما، بعد وفاة أخوه مسعود في القلعة في 17 يناير 1041 على العرش للمرة الثانية لم يذهب مباشرة إلى مدينة غزنة عاصمة دولته، بل قضى الشتاء في بيشاور. وعندما علم مفدود الغزنوي بوفاة أبيه واستيلاء عمه على العرش ذهب إلى غزنة مباشرة وأعلن نفسه الحاكم. وعندما جاء الربيع إنطلق إليه عمه، وفي 8 إبريل 1041 وقعت المعركة بينهما في جلال آباد، وقد إنتصر مفدود في تلك المعركة، وقام بقتل عمه محمد الغزنوي.